# Paradelphomyia (Oxyrhiza) pleurolinea
Paradelphomyia (Oxyrhiza) pleurolinea is een tweevleugelige uit de familie steltmuggen (Limoniidae). De soort komt voor in het Oriëntaals gebied.